# Guillem Galceran de Rocabertí
Guillem Galceran de Rocabertí i de Serrallonga (1320 - 1385), baró de Cabrenys, senyor de Maçanet, Hostoles i Reiners. Inicià el llinatge dels Rocabertí de Cabrenys. Fou fill del vescomte de Rocabertí Dalmau VII i germà del que seria el vescomte Jofre V de Rocabertí. Fou home de confiança de Pere III el Cerimoniós. El 1351 fou un dels magnats que signaren com a testimonis l'acta d'erecció del ducat de Girona i més tard va participar en la guerra dels dos Peres. Va morir el 1385.
Es va casar amb Maria d'Arborea, filla del jutge Hug II d'Arborea, i van tenir almenys dos fills: Guerau Galceran de Rocabertí i Guillem Hug de Rocabertí, que se succeïren en l'herència del pare, la baronia de Cabrenys.